# Henri Bourtayre
Henri Bourtayre (21 de octubre de 1915, Biarritz - 10 de junio de 2009, les Yvelines) fue  un compositor francés.

## Biografía
Henri Bourtayre comienza a tocar el piano en los Cabarets de Biarritz y la costa vasca,así mismo en reuniones y bodas con el cantante André Dassary. Es descubierto por Raymond Legrand, músico y director de orquesta, siendo su compositor a partir de 1941. Adquiere su primer gran éxito con Ma ritournelle, cantada por Tino Rossi.
Teniendo siempre como letrista a Maurice Vandair, compone música para las grandes estrellas de su tiempo: André Dassary, Tino Rossi, Maurice Chevalier, Georges Guétary. En 1944, Fleur de Paris se convierte en el himno de la Liberación. Al final de la ocupación nazi, aparecen nuevas estrellas para las cuales Henri Bourtayre compone: Luis Mariano (Ma belle au bois dormant), 1944, Lina Margy (La Fille à Domingo) y sobre todo Jacques Hélian y su orquesta, convirtiéndose en su compositor sustituyendo a Raymond Legrand.
Sin abandonar a Maurice Vandair, Henri Bourtayre colaboraba a menudo en la época con un nuevo escritor lírico, Henri Kubnick, productor de radio. A principio de años cincuenta, compone en particular para Robert Lamoureux, una nueva figura del music hall.
Henri Bourtayre es el autor de la partitura de cuatro operetas, entre ellas, Miss Cow-Boy 1947 y Tout pour elle, 1952 y Les Chevaliers du ciel 1955, con Luis Mariano,la última obtuvo un verdadero éxito. Se debe a Henri Bourtayre la música de una cincuentena de películas.
Henri Bourtayre es el padre del compositor Jean-Pierre Bourtayre, nacido en 1942.

## Obras

### Músicas de canciones
- 1941: Ma Ritournelle (letra de Maurice Vandair) – Tino Rossi
- 1942: Dans le chemin du retour (letra de Maurice Vandair) – Tino Rossi
- 1942: Quérida (letra de Maurice Vandair) – Jaime Plana ; Marie José
- 1943: La Guitare à Chiquita (letra de Maurice Vandair) – Raymond Legrand
- 1943: Mon cœur est toujours près de toi (letra de Maurice Vandair) – Georges Guétary
- 1944: El Cabrero (letra de Maurice Vandair) – Marie José
- 1944: Fleur de Paris (letra de Maurice Vandair) – Maurice Chevalier, Jacques Hélian
- 1944: Ma belle au bois dormant (letra de Maurice Vandair) – Luis Mariano
- 1945: Baisse un peu l’abat-jour (letra de Marcel Delmas) – Elyane Célis
- 1945: C’est la fête au pays (letra de Maurice Vandair y Maurice Chevalier) – M. Chevalier
- 1945: Ça fait chanter les Français (letra de Maurice Vandair et Maurice Chevalier) – M. Chevalier
- 1945: Chacun son rêve (letra de Maurice Vandair) – Charles Trenet
- 1945: Chansons grises… chansons roses (letra de Henri Kubnick) – Michel Roger
- 1945: Lily Bye… bye ! (letra de Maurice Vandair) – Guy Berry, Jacques Hélian
- 1945 : Feu follet (letra de Henri Kubnick) – Michel Roger
- 1945: La Fille à Domingo (letra de Maurice Vandair) – Lina Margy
- 1946: Le Swing à l’école (letra de Syam et Georgius) – Fred Adison et son orchestre
- 1946: Pastourelle à Nina (letra de Maurice Vandair) – Rudy Hirigoyen
- 1946: Simple histoire (letra de André Hornez) – Lina Margy
- 1946: Une Fleur sur l’oreille (letra de Henri Kubnick) – Guy Berry
- 1947: Ma petite Hawaïenne (letra de Maurice Vandair) – Tino Rossi
- 1949: Soleil levant (letra de Louis Poterat) ; Jean Faustin & son orchestre; Odéon 282.311
- 1950: Agur (letra de Maurice Vandair) – André Dassary
- 1950: La France en rose (letra de Albert Willemetz) – Arletty
- 1953: Viens à la maison (letra de Robert Lamoureux)- Robert Lamoureux
- 1954: Il faut si peu de choses (letra de Albert Willemetz) – Yvonne Printemps
- 1966: Oui au whisky (con Jean-Pierre Bourtayre ; letra de E. Meunier) – Maurice Chevalier

### Música de filmes
- 1973: Mais où est donc passée la septième compagnie ?, de Robert Lamoureux

### Revista
- Octubre de 1950: La Revue de l'Empire d'Albert Willemetz, Ded Rysel, André Roussin, música Paul Bonneau, Maurice Yvain, Francis Lopez, Henri Bourtayre, mise en scène Maurice Lehmann y Léon Deutsch, Théâtre de l'Empire.

### Libros
- Henri Bourtayre, Fleur de Paris ou 50 ans de souvenirs et de chansons françaises (livre de 240 pages accompagnant les deux disques Fleur de Paris. 8 mai 45-8 mai 95. Autour de la victoire. EMI-Une musique, 1995).

### Discos
- 50 ans de chansons avec Henri Bourtayre (CD de 20 canciones, Coll. Du Caf’conc’ au Music hall, EMI France, 1993).
- Fleur de Paris (20 canciones d'Henri Bourtayre), EMI, 1995.
- Les Chansons de ma jeunesse. 25 artistas cantan los éxitos de Henri Bourtayre. Marianne Mélodie, 2008.
- Chevalier du Ciel- Miss Cow-Boy- Tout pour elle. Opérettes d'Henri Bourtayre. Marianne Mélodie, 2008.
- Dansez sur les succès d'Henri Bourtayre. Marianne Mélodie, 2009.